# 3-метил-1-бутен
3-метил-1-бутен — является химическим соединением из группы ненасыщенных углеводородов.

## Получение
3-метил-1-бутен может быть получен из крекинг - реакции из нефти. Также можно отображать 3-метил-1-бутанол над оксидом, содержащим алюминий.

## Свойства
3-Метил-1-бутен - чрезвычайно легковоспламеняющийся, легколетучий, бесцветный газ, который очень плохо растворяется в воде. Он имеет критическую температуру 176,9 ° C, критическое давление 35,2 бар и критическую плотность 0,234 г/см3.

## Использование
3-Метил-1-бутен используется как для производства других химических соединений.

## Безопасность
Пары 3-метил-1-бутена могут образовывать с воздухом взрывоопасную смесь.